# Argentoconodon
Argentoconodon is een geslacht van uitgestorven zoogdieren dat in het Midden-Jura in Zuid-Amerika leefde. Het geslacht omvat één soort, A. fariasorum.

## Fossiele vondsten
Argentoconodon werd in 2007 beschreven aan de hand van een enkele kies uit de Cañadón Asfalto-formatie in Patagonië, die dateert van 188 tot 178 miljoen jaar geleden.
In 2011 werd nieuw materiaal beschreven, bestaande uit drie specimen. MPEF-PV 2362 is een gedeeltelijke bovenkaak met een kies. MPEF-PV 2363 is een gedeeltelijke schedel en delen van het skelet, te weten een gedeeltelijke bovenkaak, een onderkaak, tanden, een bovenbeen, kuitbeen, scheenbeen, middenvoetsbeen, sleutelbeen, wervels en ribben. MPEF-PV 2364 is een achterste kies uit het bovengebit. Met deze vondsten is Argentoconodon een van de best bekende triconodonten van het voormalige supercontinent Gondwana.

## Kenmerken
Argentoconodon was een carnivoor en gezien zijn grootte zal het zich met name met ongewervelden hebben gevoed. Mogelijk at dit dier voor een deel ook planten. Het gewicht van Argentoconodon wordt geschat op ongeveer 53 gram. Argentoconodon was een boombewonend dier. De bouw van het dijbeen wijst op een zeer gespecialiseerde wijze van voortbewegen. Mogelijk was het een zweefvlieger.

## Classificatie
Op basis van het holotype, de enkele kies, werd Argentoconodon ingedeeld bij de Eutriconodonta. De nieuwe vondsten wezen op verwantschap met Volaticotherium, een zweefvliegend zoogdier uit het Jura dat bekend is van een fossiel uit de Volksrepubliek China, door diverse overeenkomsten in de lichaamsbouw, met name de bouw van het dijbeen. Bij fylogenetische analyse bleek Argentoconodon de nauwste verwant van Volaticotherium. Gezien de nauwe verwantschap met Volaticotherium en de overeenkomstige bouw van het dijbeen wordt verondersteld dat Argentoconodon mogelijk ook een zweefvlieger was.